# Антиохијска патријаршија
Антиохијска патријаршија (арап. بطريركيّة أنطاكية وسائر المشرق للرّوم الأرثوذكس) јесте помесна и аутокефална црква. Налази се на трећем месту у диптиху.

## Преглед
У Православној цркви, заузима треће место, одмах после Цариградске и Александријске патријаршије. Антиохијска патријаршија се сматра једном од четири древних патријаршија Васељенске цркве. Према предању, основали су је апостоли Петар и Павле око 37. године у Антиохији. Од 451. године добија статус патријаршије.
Из Антиохијске цркве потичу многи свети подвижници и предводници православља: Свети Јован Златоусти, који је рођен у Антиохији, велики Јован Дамаскин и Иларион Велики оснивач монаштва у Палестини и многи други.
Надлежност Антиохијске патријаршије обухвата: Сирију, Либан Ирак, Кувајт, бројне епархије у Европи, Америци и Аустралији.
Пуна историјска титула поглавара Антиохијске цркве гласи: „Његово блаженство патријарх Велике Антиохије, Сирије, Киликије, Месопотамије, и свег Истока“.

## Антиохијска патријаршија
Антиохијска патријаршија (грч. Πατριαρχείο Αντιοχείας) се налази у Антиохији граду на реци Оронто у данашњој Турској. У Римском царству овај град је био један од највећих и најзначајнијих на Истоку. Хришћанство је овде веома рано било присутно. Један од седам ђакона цркве у Јерусалиму био је Никола из Антиохије. У овом граду су први пут названи хришћанима они који су поверовали у Господа Исуса Христа (Дап 11,26). Антиохија је због свог географског положаја као и великог броја хришћана постала мисионарско средиште. Одавде је Свети Павле са својим сарадницима и ученицима пошао на своја три мисионарска путовања. Хришћанство је из овога града ширено у првом веку нове ере у целој Малој Азији и на Блиском истоку, затим на Балканском полуострву и у јужној Италији. У Антиохији су били познати епископи и рани хришћански писци као што је Свети Игњатије (око 110), Свети Теофило (185), епископ Серапион (212).

## Период првих хиљаду година
У време одржавања Првог васељенског сабора, из области Антиохије било је присутно око 80 епископа. Антиохијци су међу првима осудили јеретика Павла Самосатског на саборима 264. и 268. године. У Антиохији је неколико векова деловала позната Антиохијска богословска школа чији је оснивач био свештеник Лукијан (312). Поред знаменитих светих отаца, ученици ове школе били су и јеретици Арије и Несторије. Један од знаменитих епископа у овом граду у време аријанске кризе био је Свети Мелетије (381). У 5. веку, Антиохијска црква је доживела велике потресе због несторијанства и монофизитства. Сабор у Ефесу (431) од Антиохијске цркве одвојио је Кипарску цркву (канон 6). На Сабору у Халкидону (451), из Антиохије било је 130 епископа. На овом Сабору је извршено разграничење Антиохијске и Јерусалимске цркве: Антиохији су припале Феникија и Арабија. У 7. веку Антиохијска црква је претрпела инвазију Персијанаца. На Шестом васељенском сабору у Цариграду због монотелитске јереси осуђен је антиохијски патријарх Макарије. У време иконоборачке кризе у 8. веку, цар Лав Исавријанац је од Антиохије изузео област Исаврију и прикључио је Цариграду.

## Период другог миленијума
У време византијске управе у области Антиохије (970—1084), хришћанска Црква је била слободна, основане су нове епархије. У време Крсташких ратова које су водили латински јеретици, овај напредак је прекинут. Крсташи су од мухамеданаца преузели делове Мале Азије. Боемунд Нормандијски је окупирао Антиохију 1098. године, и створена је латинска јеретичка Антиохијска краљевина. Латински јеретици су онда поставили на чело Антиохијске цркве свог јеретика Бернара, а православни патријарх Јован III Оксит, био је приморан да напусти свој престо. Антиохијски православни патријарси морали су да буду у избеглиштву све до 1260. године када су Мамелуци од крсташа преотели овај град. Седиште патријарха је премештено (1268) у Дамаск. На Унионистичком сабору у Лиону (1274), Антиохијска црква није имала свог представника, нити је прихватила саборске одлуке. На сабору у Ферари и Фиренци (1438—1439), ову цркву заступао је Марко Евгеник, митрополит из града Ефеса у Малој Азији. Одлуке и овог унионистичког сабора од стране православних Антиохије, одмах су биле одбачене. Све до пада Византије, византијски цареви су помагали Антиохијску цркву.
Крајем 17. века, догодиле су се извесне промене у управљању Антиохијском патријаршијом. Од 1672. до 1850. године, антиохијски патријарси су бирани у Цариграду од стране Васељенске патријаршије. У то време долази до знатног опадања броја епархија. Половином 19. века, под утицајем православне Русије, отвара се „арапско питање“ у Антиохији. Отворио га је октобра 1843. године епископ Кијева, Порфирије Успенски. Арабљанско већинско становништво се не слаже са доминацијом Грка, који су на тим просторима у мањини, а држе кључна црквена места. Православни Арабљани са простора Антиохијске патријаршије, 1833. године у манастиру Баламанду отварају Богословију, а почели су од тада да уживају и руску помоћ. До сукоба са Грцима долази и крајем 19. века и почетком 20. века. Сем тога, Антиохијска црква је после 1908. године, услед покрета младотурака имала тешке тренутке. У току Првог светског рата, Сирија је била поприште великих ратних сукоба и обрачуна, тако да је Црква и тада много претрпела. Крај турској владавини у Сирији учинили су Французи 1918. године.

## Патријаршија данас
Данас Антиохијска патријаршија у Православној цркви заузима по части треће место, после Александријске, а пре Јерусалимске патријаршије. Седиште јој је у Дамаску. Свети синод ове Цркве чине сви њени митрополити. Седишта епископа су следећи градови: Дамаск, Париз, Сиднеј, Алепо, Басра, Хомс, Хама, Лаодикија, Аркадија, Тир, Захле, Триполи, Ибаил и Бејрут, а у Турској — Амида, Теодосиопољ и Тарс. У Америци епископе имају: Сао Паоло, Инглвуд, Буенос Ајрес, Мексико, Чиле, Њујорк. Богословски факултет ради у манастиру Баламанд, а Богословија у Триполију.
Антиохијска патријаршија издаје пет часописа и листова, и има веома развијену харитативну делатност. Има добро организоване и уређене организације православне омладине на свим нивоима, од основне школе до универзитета.